# Käthe Gold
Käthe Gold (Vienna, 11 febbraio 1907 – Vienna, 11 ottobre 1997) è stata un'attrice austriaca.

## Filmografia
- Anfitrione (Amphitryon – Aus den Wolken kommt das Glück), regia di Reinhold Schünzel (1935)
- Il paese delle balie (Der Ammenkönig), regia di Hans Steinhoff (1935)
- Andere Welt, regia di Marc Allégret e Alfred Stöger (1937)
- Das Fräulein von Barnhelm, regia di Hans Schweikart (1940)
- Augen der Liebe, regia di Alfred Braun (1951)
- Palace Hotel, regia di Emil Berna e Leonard Steckel (1952)
- Rosa nel fango (Rose Bernd), regia di Wolfgang Staudte (1957)
- Der Kommissar (1973-1974) - Serie TV
- Karl May, regia di Hans-Jürgen Syberberg (1974)